# 證明完畢
证明完毕／证讫／證畢，又写作Q.E.D.或QED。這是拉丁片語（這就是所要证明的）的縮寫，譯自希臘語。很多早期數學家用過，包括歐幾里得和阿基米德。「Q.E.D.」可以在證明的尾段寫出，以顯示證明所需的結論已經完整了。
現在的證明完畢符號，通常使用■（實心黑色正方形），稱之為「墓碑」或「哈爾莫斯（Halmos symbol）」（因保羅·哈爾莫斯最先採用此做法）。墓碑有時是空心的□。另一個簡單方法是寫「proven」、「shown」或「證畢」之類的文字，或寫上兩個斜劃（//），或三角形內畫三點。
Unicode提供了字元U+220E（∎ 窄長方形），亦有U+25A0（■ 實心正方形）和U+2023（‣ 實心三角形）。